# Ландрум, Лесли
Лесли Рогер Ландрум (англ. Leslie R.Landrum; род. 1946) — американский ботаник, работающий старшим научным сотрудником в университете штата Аризона. Интересовалсямиртовыми (лат. Myrtaceae) во время его проживания и работы в Чили в Чилийском университете.

## Биография
Лесли Ландрум родился в 1946 году в США. С 1969 по 1973 год работал с Корпусом мира в Школе лесного хозяйства (англ. Forestry School) Чилийского университета, где Лесли заинтересовался растительностью Южной Америки, в частности, миртовых. С тех пор он опубликовал описания новых родов и видов в южноамериканских миртах, посвятив особое исследование роду Псидиуму (который включает в себя коммерчески важную гуаву).

## Деятельность
Изучал чилийские виды широко распространённого рода Berberis, использование компьютерных моделей для оценки методов филогенетического анализа и участие в работе комитета ботаников (в том числе Дональда Пинкава), работающего над новым руководством по сосудистым растениям Аризоны для замены устарелой «Флоры Аризоны» ботаников Томаса Кирни и Роберта Пиблза (последнее обновление в 1960 году).
Лесли Ландрум является членом редколлегии «Журнала Академии наук Аризоны и Невады» («Journal of The Arizona–Nevada Academy of Science»), а с 2005 года он является редактором журнала «Канотия: новый журнал ботаники Аризоны» («Canotia: A New Journal of Arizona Botany»).

## Избранная библиография
- Ed. Landrum, LR. Canotia: A New Journal of Arizona Botany.  2005–present.
- Landrum, LR. (1990). Accara: a new genus of Myrtaceae, Myrtinae from Brazil. Systematic Botany 15(2):221-225.
- Landrum, LR. (1991). Chamguava: a new genus of Myrtaceae (Myrtinae) from Mesoamerica. Systematic Botany 16(1):21-29.
- Landrum, LR. (1998). A new species of Calycolpus (Myrtaceae) from the Campos Rupestres, Minas Gerais, Brazil. Novon 8:244-246.
- Landrum, LR. (2002). Two new species of Campomanesia (Myrtaceae) from Espirito Santo and Bahia, Brazil. Brittonia 53(4):534-538.
- Naufel, Stephanie.  "It's his birthday, he'll evolve if he wants to." ASU Web Devil, February 12, 2007.  Accessed from https://web.archive.org/web/20070928070729/http://www.asuwebdevil.com/issues/2007/02/12/news/699712, February 25, 2007.
- Smith, Judith.  "Guava, guava, everywhere ..." ASU Insight, June 30, 2006.  Accessed from http://www.asu.edu/news/stories/200607/20060703_guava.htm, February 25, 2007.